# Región de la Costa Central del Norte
Bac Trung Bo (vietnamita para «Costa Central del Norte») es una región de Vietnam. 
Esta región comprende el municipio de Huế y las provincias de: Thanh Hóa , Nghệ An, Hà Tĩnh, Quảng Bình y Quảng Trị. Hay 3 patrimonios mundiales en esta región: Ciudad imperial de Huế, Nha nhac y el parque nacional Phong Nha-Kẻ Bàng. 
Las principales ciudades de la región son: Vinh, Dong Hoi, Thanh Hóa, Dong Ha y Hà Tĩnh.

## Historia
Esta región fue hostil a las fuerzas de Estados Unidos y el ERVN durante la guerra de Vietnam, siendo una de las zonas controladas por el FNLV.
- Datos: Q1022242
- Multimedia: North Central Coast / Q1022242